# دين تشينويث
دين تشينويث (بالإنجليزية: Dean Chenoweth)‏ هو سائق سباق أمريكي، ولد في 27 أغسطس 1937 في زينيا في الولايات المتحدة، وتوفي في 31 يوليو 1982 في كينويك في الولايات المتحدة.